# Машин мајдан
Сенонски спруд Машин мајдан је споменик природе геолошког карактера који се налази на општини Савски венац у Београду у парку Топчидер.

## Локација
Заштићено природно добро - споменик природе „Mашин мајдан“ налази се на катастарској општини Савски венац, на територији градске општине Савски венац, у склопу заштићене просторнокултурно историјске целине „Топчидер-Кошутњак“ у Београду.

## Опис
Садржи фосилне остатке скелета риба из доба мезозоика и бројне седименте. На овом месту до 1920-их година постајао је каменолом Машин мајдан из кога се експлоатисао камен за градњу вила по Топчидеру и Дедињу, али и пруге која се налази у непосредној близини. Име је добио по Маши Димићу, власнику каменолома, чија је породица живела у кући изнад мајдана.
Данас се у Машином мајдану налази Топчидерска летња позорница, која је саграђена 1947. године према пројекту архитекте Рајка Татића.

## Режим заштите
На подручју природног добра (укупне површине од 4 ha 29 а 03,01 m2, не рачунајући заштитну зону) утврђена су три режима заштите:
- Режим заштите I степена (површина 0 ha 37 а 04,65 m2)
- Режим заштите II степена (површина 1 ha 04 а 03,12 m2)
- Режим заштите III степена (површина 2 ha 87 а 95,24 m2)

Површина заштићеног природног добра - Споменика природе „Машин мајдан“ износи 4,29 ha (4 ha 29 а 3,01 m2).